# Akentrobuthus atakora
Akentrobuthus atakora – gatunek skorpiona z rodziny Buthidae.
Gatunek ten opisany został w 2008 roku przez Valerio Vignoliego, Lorenzo Predniniego na podstawie pojedynczej samicy.
Skorpion o ciele długości 18,5 mm. Karapaks ma pomarańczowobrązowy z jasnymi kropkami, tak długi jak z tyłu szeroki, o powierzchni pozbawionej żeberek i z grubymi, nierównomiernie rozmieszczonymi granulkami. Wyposażony jest w parę oczu środkowych i dwie pary bocznych. Odnóża kroczne są ochrowożółte z jaśniejszymi stopami. Ząb nasadowy i środkowy na palcach ruchomych szczękoczułków są zlane, ale nie tworzą kształtu dwuguzkowatego. Nogogłaszczki mają ochrowożółte uda i rzepki, jasnożółte dłonie szczypców oraz rude ich palce. Sternum jest prawie pięciokątne, ale bardziej wydłużone niż u A. leleupi. Przedodwłok ma ciemnobrązowe środkowe części tergitów. Wieczko płciowe jest zaokrąglone i całkowicie podzielone poprzecznie. Grzebienie mają po 8 zębów. Zaodwłok jest jasnożółtobrązowy z ciemniejszymi żeberkami. Telson ma vesiculus o równej szerokości na całej długości i ciemnorudy kolec jadowy.
Pajęczak znany tylko z nadrzecznych lasów w górach Atakora w Beninie. Jedyny okaz odłowiono w pobliżu wodospadu Tanougou.